# (40463) Frankkameny
(40463) Frankkameny ist ein Asteroid des mittleren Hauptgürtels, der am 15. September 1999 vom kanadischen Geophysiker und Amateurastronomen Gary Billings von Calgary (IAU-Code 681) aus entdeckt wurde. Unbestätigte Sichtungen des Asteroiden hatte es vorher schon am 3. und 11. März 1997 an der auf dem Kitt Peak gelegenen Außenstation des Steward Observatory gegeben.
Der mittlere Durchmesser des Asteroiden wurde mit 3,855 (±0,638) km berechnet, die Albedo mit 0,075 (±0,028). Die Rotationsperiode von (40463) Frankkameny wurde 2009 und 2020 von Brian D. Warner und 2015 von Adam Waszczak, Chan-Kao Chang, Eran Ofek et al. untersucht. Die Lichtkurven reichten jedoch nicht zu einer Bestimmung aus.
Mittlere Sonnenentfernung (große Halbachse), Exzentrizität und Neigung der Bahnebene von (40463) Frankkameny entsprechen grob der Dora-Familie, einer Gruppe von Asteroiden, die nach (668) Dora benannt ist.
(40463) Frankkameny wurde am 3. Juli 2012 nach dem US-amerikanischen Astronomen und Bürgerrechtler Franklin Kameny (1925–2011) benannt. Kameny war ein bedeutender LGBT-Aktivist. Als Gary Billings einen Nachruf zu Franklin Kameny las, entschloss er sich, den von ihm entdeckten Asteroiden nach ihm zu benennen. Den Widmungstext schrieb Richard Kinne von der American Association of Variable Star Observers (AAVSO), die an der Harvard University angesiedelt ist. Billings war früher im Vorstand der AAVSO gewesen.